# Engystomops pustulosus
Engystomops pustulosus (лат.) — южноамериканская лягушка из семейства свистуновые.

## Распространение
Обитает в Белизе, Колумбии, Коста-Рике, Сальвадоре, Гватемале, Гондурасе, Мексике, Никарагуа, Панаме, Тринидаде и Тобаго, Венесуэле, возможно Гайане. В природе населяет тропические и субтропические сухие широколиственные леса, саванну, пастбищные луга и сенокосы, заливные луга, марши, пастбищные земли, деградировавшие бывшие леса, пруды, каналы, рвы, канавы.

## Описание
Engystomops pustulosus — маленькая наземная лягушка, длина тела которой составляет 20-35 мм.

## Экология
Engystomops pustulosus ведут ночной образ жизни. Питаются муравьями, термитами и другими малым беспозвоночными, которых находит в подстилке леса. В сезон размножения самцы по ночам собираются во временных водоёмах и квакают, зовя самок. Зов в основном состоит из «скуления» (высокого, чистого, понижающегося в тональности звука продолжительностью около трети секунды) и может сопровождаться одним или несколькими «кудахтаниями». Отмечено, что самки предпочитают самцов, чей зов оканчивается «кудахтанием». Когда самка делает свой выбор в пользу конкретного самца, они вступают в амплексус и он создает гнездо из пены, куда откладываются яйца (икра). Головастики развиваются в воде и примерно через четыре недели претерпевают метаморфоз, превращаясь в молодых лягушек. Кровью лягушек питаются комары из семейства Corethrellidae, находя жертву по издаваемым ими звукам. Комары чаще нападают на «кудахтающих» самцов. Если же самцы издают «скулящие» звуки, они меньше подвергаются нападению кровососов, но и вероятность спаривания таких самцов уменьшается.

## Размножение
Самки выбирают самца по привлекательности его зова. По звуку они могут определить видовую принадлежность самцов и предпочитают спариваться с представителями своего вида. Это предпочтение основывается на сложности звуков зова.